# ラッタナーコーシン級コルベット
ラッタナーコーシン級コルベット（英語: Ratanakosin-class corvette）は、タイ海軍のコルベットの艦級。

## 来歴
第二次世界大戦後のタイが直面した安全保障上の問題は、内憂としては武装共産主義運動、外患としてはカンボジアやラオスにおけるベトナム軍の脅威と、いずれも陸上からのものであった。ベトナムの海軍力は極めて小さく、脅威としてはおおむね無視できる程度であったことから、タイ王国軍のなかで海軍の地位は低いものとされていた。軍事予算の大部分は陸軍が獲得し、ついで空軍が戦闘機など高価なプロジェクトのため配分を受け、海軍予算は老朽化する艦艇の更新すらままならない程度であった。
しかし1980年代に入ると、タイ国共産党の弱体化やベトナム軍のラオス・カンボジアからの撤退によって陸上からの脅威が減少する一方、国連海洋法条約採択によって200海里の排他的経済水域（EEZ）が制定されたのを受けて、南シナ海でも海洋権益を巡る紛争が顕在化した。この情勢を受けて、地域において主要な役割を担いうる海軍部隊の整備が国家の関心事となり、そのための予算が配分されるようになった。
1983年5月9日、アメリカ合衆国のタコマ社 (Tacoma Boatbuilding Company) に対し、コルベット2隻の建造が発注された。オプションとして、タイ国内で3隻目を建造することも検討されたが、これは実現せず、そのかわりとしてヴォスパー・ソーニクロフト社のカムロンシン級コルベット3隻をタイ国内で建造することになり、1987年に契約が締結された。

## 設計

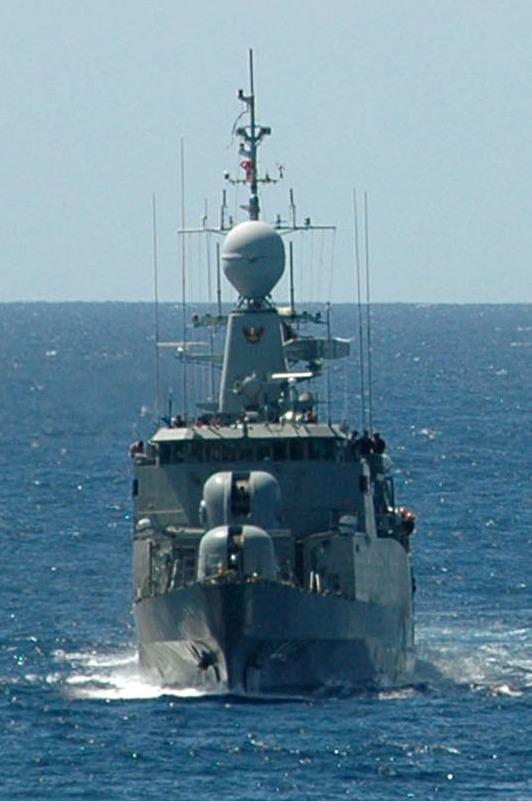
スコータイ

本級の設計はPFMM Mk.16と称されており、5年前に同社がサウジアラビア海軍向けに建造したバドル級コルベットの拡大型とされている。船型も同様の中央船楼型が踏襲された。主機はMTU 20V1163 TB83ディーゼルエンジン2基でカメワ社製の可変ピッチ・プロペラ2軸を駆動する方式とされた。
本級では煙突後方に後檣が設置されており、捜索用のDA-05はこちらに移された。これに伴い、WM-25/41は前檣に設置されている。探信儀はDSQS-21が搭載された。
艦首甲板には62口径76mm単装速射砲（76mmコンパット砲）が設置されており、艦橋上に副方位盤としてLIROD-8が設置されている。また船楼甲板前端部には70口径40mm連装機銃が搭載された。
船楼甲板後方両舷に324mm3連装魚雷発射管（Mk.32 mod.5）を搭載し、スティングレイ短魚雷を発射できる。その後方にはハープーン艦対艦ミサイルの4連装発射筒2基を搭載した。船楼甲板後端部にはファランクス 20mmCIWSの搭載余地が確保されているが、具体的な装備計画はない。船尾甲板にはアルバトロス個艦防空ミサイルの8連装発射機が設置されている。

## 同型艦

### 一覧表
| #   | 艦名                                | 起工          | 進水          | 就役          | 退役                           |
| --- | ----------------------------------- | ------------- | ------------- | ------------- | ------------------------------ |
| 441 | ラッタナーコーシン HTMS Ratanakosin | 1984年2月6日  | 1986年3月11日 | 1986年9月26日 | (就役中)                       |
| 442 | スコータイ HTMS Sukhothai           | 1984年3月26日 | 1986年7月20日 | 1987年6月10日 | 2022年12月18日、荒天により沈没 |

### 運用史
2022年12月18日、タイ湾沖合を哨戒中、荒天の中でスコータイの排気管に海水が入り機関が停止、排水等ができなくなり沈没に至った。乗員106人のうち75人が救助されたものの、6人が死亡し、23人が行方不明になった。